# John Meredith Rockingham
John Meredith Rockingham, kanadski general, * 24. avgust 1911, † 24. julij 1987.